# 한서연 (배우)
한서연(1988년 2월 7일 ~ )은 대한민국의 배우이다.

## 학력
- 세종대학교 대학원 영화예술학과

## 연기 활동

### 드라마
- 《꽃 피면 달 생각하고》 (2022년, KBS2) - 밀주방 여인 역
- 《슬기로운 의사생활2》 (2021년, tvN) - 언어치료사 역
- 《우아한 모녀》 (2019년, KBS2) - 에밀리 킴 역
- 《왼손잡이 아내》 (2019년, KBS2) - 최주아 역
- 《내일도 맑음》 (2018년, KBS1) - 문희정 역
- 《같이 살래요》 (2018년, KBS2)
- 《추리의 여왕 2》 (2018년, KBS2) - 김경진 역
- 《으라차차 와이키키》 (2018년, JTBC)
- 《인형의 집》 (2018년, KBS2)
- 《너의 등짝에 스매싱》 (2018년, TV조선) - 큐레이터 역
- 《밥상 차리는 남자》 (2018년, MBC) - 여직원 역
- 《내 남자의 비밀》 (2018년, KBS2) - 해솔 어린이집 선생님 역
- 《아르곤》 (2017년, tvN) - 연화 동기 기자 역
- 《명불허전》 (2017년, tvN) - 기생 역
- 《다시 만난 세계》 (2017년, SBS) - 유치원선생님 역
- 《언니는 살아있다》 (2017년, SBS) - 간호사 역
- 《피고인》 (2017년, SBS) - 연희친구 역
- 《아임 쏘리 강남구》 (2017년, SBS)
- 《황금주머니》 (2016년, MBC)
- 《월계수 양복점 신사들》 (2016년, KBS2)
- 《다시 시작해》 (2016년, MBC)
- 《역도요정 김복주》 (2016년, MBC)
- 《신데렐라와 네명의 기사》 (2016년, tvN) - 혜지선배 역
- 《굿 와이프》 (2016년, tvN)
- 《좋은사람》 (2016년, MBC)
- 《W》 (2016년, MBC)
- 《미녀 공심이》 (2016년, SBS) - 비서 역
- 《마녀의 성》 (2016년, SBS) - 간호사 역
- 《천상의 약속》 (2016년, KBS2) - 휘경비서 역
- 《대박》 (2016년, SBS) - 기생 역
- 《그래, 그런거야》 (2016년, SBS) - 간호사 역
- 《내 마음의 꽃비》 (2016년, KBS2) - 경실 역
- 《아이가 다섯》 (2016년, KBS2) - 여의사 역
- 《우리집 꿀단지》 (2016년, KBS1) - 아나운서 역
- 《풍선껌》 (2015년, tvN) - 여자 역
- 《내일도 승리》 (2015년, MBC) - 직원 역
- 《그래도 푸르른 날에》 (2015년, KBS2) - 제니 역
- 《칠전팔기 구해라》 (2015년, Mnet) - 가짜FD 역
- 《힐러》 (2014년, KBS2) - 여조사원 역
- 《달콤한 비밀》 (2014년, KBS2) - 스튜디어스 역
- 《나쁜 녀석들》 (2014년, OCN) - 김미애 역
- 《아홉수 소년》 (2014년, tvN) - 직원 역
- 《연애의 발견》 (2014년, KBS2) - 친구 역
- 《괜찮아, 사랑이야》 (2014년, SBS) - 간호사 역
- 《트로트의 연인》 (2014년, KBS2) - 직원 역
- 《소원을 말해봐》 (2014년, MBC) - 김수지 역
- 《개과천선》 (2014년, MBC) - 지윤 친구 역
- 《왔다! 장보리》 (2014년, MBC) - 비단 유치원선생 역
- 《별에서 온 그대》 (2013년, SBS) - 한유선 역
- 《기황후》 (2013년, MBC) - 기생 역
- 《드라마 페스티벌 - 수사부반장》 (2013년, MBC)
- 《투윅스》 (2013년, MBC) - 호텔 직원 역
- 《주군의 태양》 (2013년, MBC) - 공실과 이령의 고등학교 동창 역
- 《사건번호 113》 (2013년, SBS) - 은혜리의 고등학교 동창 역
- 《오로라 공주》 (2013년, MBC) - 하나 역
- 《특수사건 전담반 TEN 2》 (2013년, OCN) - 가방 매장직원 역
- 《야왕》 (2013년, SBS) - 표은정 역
- 《백년의 유산》 (2013년, MBC) - 정신병원 간호사 역
- 《대풍수》 (2012년, SBS)
- 《내 딸 서영이》 (2012년, KBS2)
- 《로맨스가 필요해 2012》 (2012년, tvN) - 카페 알바생 역
- 《빅》 (2012년, KBS2) - 지방에 있는 학교선생님 역
- 《추적자 THE CHASER》 (2012년, SBS) - 최정우 검사 비서 역
- 《21세기 가족》 (2012년, tvN) - 김나리 역
- 《패션왕》 (2012년, SBS)
- 《넝쿨째 굴러온 당신》 (2012년, KBS2) - 간호사 역
- 《빛과 그림자》 (2011년, MBC) - 하춘화 역
- 《미스 리플리》 (2011년, MBC)
- 《당신 참 예쁘다》 (2011년, MBC) - 간호사 역
- 《장미의 전쟁》 (2011년, SBS) - 이해주 수행비서 역
- 《사랑하길 잘했어》 (2010년, KBS2) - 간호사 역
- 《웃어라 동해야》 (2010년, KBS1)
- 《욕망의 불꽃》 (2010년, MBC) - 간호사 역
- 《이웃집 웬수》 (2010년, SBS) - 유진 역
- 《조선 과학수사대 별순검 시즌 1》 (2007년, MBC 드라마넷)

### 영화
- 《커피메이트》 (2017년) - 친구아내 역
- 《레나》 (2016년) - 성구 처 역
- 《헬머니》 (2015년) - 정부청사여직원 역
- 《스파이》 (2013년) - 산부인과간호사 역
- 《퀵》 (2011년) - ok걸스2 역

## 외브 링크
- 한서연 - 인스타그램